# Орална рехидратационна терапия
Перорална рехидратационна терапия (на английски: Oral rehydration therapy) е просто, евтино и ефективно лечение за дехидратация, свързана с диария, гастроентерит, като тези предизвикани от холера или ротавирусна инфекция. Терапията съдържа разтвор на соли и захари, които се приемат орално. Използва се по целия свят, но е от изключително значение в развиващите се страни, където спасява милиони деца всяка година от смърт от диария - втората водеща причина за смърт на деца под пет години.